# Алоїз Лоренц
Алоїз Лоренц (словац. Alojz Lorenc; 21 червня 1939, Тренчин) — генерал чехословацької держбезпеки, у 1985—1989 роках — заступник міністра внутрішніх справ, останній начальник Служби держбезпеки ЧССР. Учасник політичних інтриг у керівництві КПЧ. Відіграв важливу, але двозначну роль у листопадових подіях 1989 року. Після Оксамитової революції засуджений до ув'язнення за зловживання владою, виражене у політичних репресіях. Реального терміну не відбував. У незалежній Словаччині відомий як великий підприємець безпеки.

## Служба в армії
Народився в сім'ї словацького кравця. Раннє дитинство припало на роки Другої світової війни та нацистської окупації. Після середньої школи вступив до військового училища Попрада. Потім закінчив артилерійське училище в Празі, Кошицях та Мартіні.
З 1960 року Алоїз Лоренц служив у Чехословацькій народній армії. Командував взводом зенітної артилерії. Закінчив курси офіцерів-радіолокаторників.
У 1963 році поручника Лоренца направлено на навчання до Вищого артилерійського технічного училища, потім — до Військової академії імені Антоніна Запотоцького (Брно). Вирізнявся успіхами, був рекомендований для наукових досліджень.
З 1962 Лоренц був членом урядущої Компартії Чехословаччини (КПЧ). Був секретарем парторганізації кафедри електро- та радіотехніки.

## Служба у держбезпеці

### Спецуправління та словацький регіон
У 1970 Алоїз Лоренц у званні капітана перейшов до Служби держбезпеки (StB) ЧССР. Спочатку служив у Спеціальному управлінні StB, займався методиками криптографії та шифрування, удосконаленням технічного оснащення. У 1975—1977 роках майор Лоренц - криптолог 1 класу, начальник науково-дослідного відділу Спецуправління. Розроблена під керівництвом Лоренца модель шифрувальної машини отримала високу оцінку фахівців КДБ СРСР. За цей успіх Лоренцу надали звання підполковника.
У 1977—1981 роках полковник Лоренц — в. о. начальника спецуправління StB. Був наймолодшим керівником управління чехословацької держбезпеки. Характеризувався начальством як чудовий професіонал, «універсальний експерт». Відзначалися «здорові амбіції» Лоренца, його здатність до неформального лідерства та «домінування у команді». Водночас у характеристиці йшлося про його дисциплінованість, ввічливість й особисту чарівність. Показово, що посадовий оклад Лоренца у StB досягав 13 тисяч крон, що шестиразово перевищувало тодішню середню зарплату в ЧССР.
У січні 1981 року Лоренца призначено заступником начальника, у травні того ж року — начальником територіального управління StB по Братиславі та Західно-Словацькому краю. Згодом Лоренца звинувачували в арештах майже трьох сотень людей.
У березні 1983 року отримав звання генерал-майора. Наступний місяць Лоренц провів у Москві, де прослухав місячні курси для керівних функціонерів Вищої школи КДБ.

### Заступник міністра та голова StB
1 листопада 1985 року генерала Лоренца призначено першим заступником міністра внутрішніх справ ЧССР. У віданні Лоренца була StB — держбезпека ЧССР структурно належала до МВС. У 1985—1988 роках, за міністра Вратислава Вайнара (партійний дипломат), Лоренц фактично керував МВС, у 1988—1989 роках, за міністра Франтішека Кінцле (кадровий функціонер держбезпеки) був його правою рукою. У квітні 1989 року Лоренцу надано звання генерал-поручика (генерал-лейтенанта).
Особливу увагу Лоренц приділяв політичному розшуку, економічній розвідці та технічним службам. Було створено нове Головне управління контррозвідки, яке зосередило всі види боротьби з внутрішнім ворогом. Під керівництвом Лоренца StB максимально ущільнила поліційний контроль над суспільством, розширила інформаційну мережу, впровадила нову агентуру у дисидентські кола, інтелігентське та студентське середовище.
Політично Алоїз Лоренц дотримувався комуністичних поглядів, був переконаним прихильником режиму КПЧ. 1968 року підтримав придушення Празької весни силами Варшавського пакту — оскільки «події загрожували керівній ролі партії» (сам він, однак, не брав у цьому участі, оскільки перебував на відпочинку в Румунії). Водночас Лоренц не заперечував необхідності деяких реформ, які б підвищили ефективність державного управління ЧССР.

## Інтриги та революція
Наприкінці 1980-х років Алоїз Лоренц примикав до групи керівників КПЧ, які орієнтувалися на горбачівську Перебудову. Лідерами цієї групи були Любомир Штроугал та Ладислав Адамець. Не передбачаючи подальшого розвитку подій, вони вважали, що усунення консервативного керівництва (Мілош Якеш, Ґустав Гусак, Алоїс Індра, Вільям Шалгович, Мирослав Штепан), обмежені перетворення та використання перебудовної риторики дозволять зміцнити владу КПЧ. Революційні процеси 1989 року в інших країнах Східної Європи — польський Круглий стіл і перемога Солідарності, угорський транзит влади, падіння Берлінської стіни, відставка Тодора Живкова — спонукали їх діяти на випередження.
Алоїз Лоренц, як голова держбезпеки, відіграв важливу роль у листопадових подіях 1989 року. Згодом генеральний секретар КПЧ Якеш звинувачував Лоренца у навмисному дезінформуванні вищого партійного керівництва. 17 листопада 1989 року Лоренц організував оперативну провокацію: за його наказом офіцер StB Людвік Зіфчак впровадився в студентську демонстрацію й у зіткненні з поліцією вдавався вбитим. Це спровокувало потужний сплеск масових протестів. У наступні дні Лоренц віддав розпорядження силам держбезпеки не втручатися у події. Таким чином, комуністична держбезпека Чехословаччини активно сприяла антикомуністичній Оксамитовій революції — хоча планувала лише замінити деякі керівні кадри.

## Судове переслідування
Ці «випадкові заслуги перед революцією» Лоренцу не зарахували. 21 грудня 1989 року його усунули з посади першого заступника міністра та глави StB. Незадовго до того він встиг наказати знищити архіви держбезпеки.
У 1990 році нова влада ЧСФР притягла Алоїза Лоренца до кримінальної відповідальності. Допитував його член парламентської комісії Вацлав Бартушка, один із лідерів листопадового студентського руху. Він характеризував Лоренца як «розумного, сильного та небезпечного ворога». Близько року Лоренц провів у попередньому ув'язненні.
У 1993 році Алоїза Лоренца засуджено до 4 років ув'язнення за зловживання владою — довільні арешти дисидентів. Однак на той час стався поділ ЧСФР на Чехію та Словаччину. Алоїз Лоренц прийняв словацьке громадянство та влаштувався у Братиславі. Лише 2002 року словацький суд засудив Лоренца до 1 року 3 місяців ув'язнення умовно (формально м'якість вироку обґрунтовувалася «неможливістю отримати обвинувальні матеріали з Чехії»). Така поблажливість до організатора репресій викликала обурення громадськості, але обізнані експерти пояснювали її зв'язками великих словацьких політиків із колишньою StB.

## Бізнес безпеки
У незалежній Словаччині Алоїз Лоренц зайнявся бізнесом у сфері охорони та безпеки. Він заснував підприємства безпеки RISC Consulting та Alfa VS. У 1998 році до послуг Alfa VS звернулася велика фінансова компанія Penta Investments. Структура Лоренца опікується у компанії захистом інформації та внутрішнім функціонуванням. Спостерігачі відзначають особливе положення Лоренца в Penta: він не тільки має в своєму розпорядженні корпоративну автомашину і зарезервоване паркувальне місце (що не прийнято в компанії), але і може розглядати папери та комп'ютерні файли будь-якого співробітника. Спілкується на роботі у жорсткому наказному стилі («руки з клавіатури!» тощо).
Співвласник компанії Славомир Гащак характеризує Лоренца як «людину досвідчену та авторитетну у своїй сфері» — і тому фінансистам байдуже, «чи він служив у КДБ чи ЦРУ, чи був дисидентом чи членом ЦК».
У лютому 2019 року Алоїза Лоренца помітили у братиславському торговому центрі, де колишній прем'єр-міністр Словаччини Роберт Фіцо, на думку журналістів, зустрічався з італійським бізнес-партнером, звинуваченим у зв'язках з мафією. Цю ситуацію сприйняли як стеження Лоренца за Фіцо.
Коментатори відзначають, що глава комуністичної держбезпеки цілком вписався в капіталістичну систему і в нових умовах «не справляє враження невдахи».

## Приватне життя
Алоїз Лоренц одружений, має сина. Владимир Лоренц-молодший мешкає у Великій Британії. У Словаччині він відомий як підприємець-фінансист, пов'язаний з діловим партнерством з великими фігурами з кола Роберта Фіцо. Мирослав Лоренц, брат Алоїза Лоренца — професійний військовик. У 1970 році його виключили з КПЧ «за політичну пасивність».
У 1992 році Алоїз Лоренц опублікував написані наприкінці мемуари «Міністерство страху?» про чехословацьку держбезпеку. У 2000 році разом із письменником Паволом Яніком видав книгу «Розшифрований світ» про зовнішню розвідку та геополітику. У 2018 році разом з ченцем-премонстрантом і письменником Каролом Ловашем випустив книгу «Це державний переворот, на вихідні додому не прийду» про внутрішню боротьбу у КПЧ у 1980-х роках.
Алоїз Лоренц живе у фешенебельному кварталі Братислави. Ділові зустрічі воліє проводити в дорогих готелях і ресторанах. До публічності не схильний, але не відмовляється від спілкування з пресою. В інтерв'ю Лоренц нагадує про свій наказ не застосовувати насильства проти Оксамитової революції, стверджує, що свідомо прагнув діалогу з опозицією, знищення архівів StB пояснює необхідністю виключити на майбутнє маніпулювання та шантаж цими документами.
11 лютого 2014 року Алоїза Лоренца помітили на похороні Василя Біляка, разом з Мілошем Якешем та послом РФ у Словаччині Павлом Кузнєцовим.